# Ne laisse pas tomber Belgrade
Ne laisse pas tomber Belgrade (en serbe en écriture cyrillique : Не давимо Београд ; en serbe : Ne davimo Beograde abrégé NDB) est un parti politique écologiste serbe. Fondé en juillet 2014 en tant que mouvement de protestation, il fusionne le 14 juillet 2023 avec d'autres organisations de gauche écologiste pour former le Front de la gauche verte

## Histoire

### Fondation du mouvement de protestation
Ne laisse pas tomber Belgrade nait en juillet 2014, en tant que mouvement de protestation contre le projet d’aménagement Belgrade sur l'eau (en), prévoyant de transformer les rives historiques de la capitale en un quartier de bâtiments résidentiels et de commerces de luxe. Sont pointés du doigt ses impacts environnementaux et sociaux, et la corruption soupçonnée l'entourant due à l'opacité de sa prise de décision. Ces protestations font suite à la lettre ouverte de 50 experts en urbanisme du Réseau Internationale de Recherche et d'Action Urbaine aux habitants de Belgrade, signalant ces problèmes. Le mouvement attire l'attention du grand public lors d'une manifestation le 26 avril 2015 lors de la signature du contrat du projet. NDB continue d'organiser plusieurs manifestations au cours des années 2016 et 2017, au fil de l'avancement du projet,,.

### Participation aux élections de 2017 et 2018
Lors de l'élection présidentielle de 2017, NDB soutient la candidature de plusieurs candidats d'opposition, dont Saša Janković, qui finit second avec 16,63% des suffrages exprimés.
Le mouvement se présente aux élections municipales de Belgrade en 2018, sous la liste Initiative Ne laisse pas tomber Belgrade - Canard Jaune - Notre ville - Ksenija Radovanović. La liste obtient 3,44% des suffrages, échouant à dépasser le seuil électoral nécessaire à l'obtention d'un siège d'élu municipal.

### Fondation de Moramo et participation aux élections de 2022
Lors des manifestations écologistes serbes de 2021-2022, auquel le mouvement participe, NDB noue des liens avec les autres organisations politiques serbes de gauche écologiste. Il en résulte, en novembre 2021, la signature d'un accord de formation d'une liste commune pour les élections législatives de 2022, avec Ensemble pour la Serbie et Soulèvement écologique. Le 19 janvier 2022, cet accord est officialisé par la formation d'une coalition politique réunissant les 3 organisations, Moramo. La coalition remporte 13 députés aux élections législatives, dont 5 reviennent à NDB et 13 élus municipaux de Belgrade aux élections municipales, dont 10 reviennent à NDB. La candidate soutenue par Moramo à l'élection présidentielle, Biljana Stojković, récolte 3,3% des voix.

### Fondation du Front de la gauche verte
À la suite des élections de 2022, en juin 2022, lors du sixième congrès de NDB, ses représentants annoncent sa transformation en un parti politique actif au niveau national et non plus seulement à Belgrade. Ainsi, le 14 juillet 2023, est fondé le Front de la gauche verte, fruit de la fusion entre NDB, Choix pour notre municipalité, Masse critique, et plusieurs autres mouvement locaux de gauche écologiste.

## Idéologie
La NDB est un parti local de gauche écologiste. Il promeut en premier lieu des politiques urbaines de développement écologiquement durable, démocratique et solidaire pour la ville de Belgrade. Il porte plus largement des idées écologistes, en faveur de la régulation environnementale de l'activité des entreprises, et de l'investissement étatique dans les transports en commun, les énergies décarbonées et l'agroforesterie. Il soutient également des politiques sociales égalitaires, social-démocrates et socialistes, par la redistribution économique et l'investissement dans les services publics. Il prône enfin la transformation politique de la Serbie, vers une démocratie directe davantage décentralisée et inclusive. Il se pose ainsi en opposition au néolibéralisme et au nationalisme,,,,. Il est membre de l'Internationale progressiste.

## Résultats électoraux

### Élections législatives
| Année | Voix                | %                | Sièges  | Coalition |
| ----- | ------------------- | ---------------- | ------- | --------- |
| 2022  | 178 733 (coalition) | 4,70 (coalition) | 5 / 250 | Moramo    |

### Élection présidentielle
| Année | Candidate              | Voix    | %    | Coalition |
| ----- | ---------------------- | ------- | ---- | --------- |
| 2022  | Biljana Stojković (en) | 122 378 | 3,30 | Moramo    |

### Élections municipales de Belgrade
| Année     | Voix               | %                 | Sièges   | Coalition                                                                                   |
| --------- | ------------------ | ----------------- | -------- | ------------------------------------------------------------------------------------------- |
| 2018 (en) | 28 017 (coalition) | 3,14 (coalition)  | 0 / 110  | Initiative Ne laisse pas tomber Belgrade - Canard Jaune - Notre ville - Ksenija Radovanović |
| 2022      | 99 078 (coalition) | 11,04 (coalition) | 10 / 110 | Moramo                                                                                      |

### Autres références
1. ↑  (sr) Ne laisse pas tomber Belgrade, « Deklaracija o prerastanju pokreta Ne davimo Beograd u partiju », sur nedavimobeograd.rs, 21 juin 2022 (consulté le 21 décembre 2022)
2. ↑  « Féminisons la politique : NE DAVIMO BEOGRAD – INTERVIEWÉE: NATALIJA SIMOVIĆ, MILITANTE » [PDF], sur rosalux.eu, Fondation Rosa Luxembourg, 2020 (consulté le 29 décembre 2022), p. 179
3. ↑  (sr) « Protest zbog ugovora za BG na vodi », sur B92.net, 26 avril 2015 (consulté le 4 août 2023)
4. ↑  « Atlas of Utopias: Ne da(vi)mo Beograd takes on luxury development », sur Villes Transformatrices (consulté le 5 août 2023)
5. ↑  (sh) Rse, « Pobeda SNS-a u Beogradu, još tri liste prešle cenzus », Radio Slobodna Evropa,‎ 5 mars 2018 (lire en ligne, consulté le 4 août 2023)
6. ↑  (en-US) Mašina, « The green-left coalition MORAMO launched », sur Mašina English, 20 janvier 2022 (consulté le 4 août 2023)
7. ↑  (en-US) « MORAMO coalition third political force in Belgrade », sur Pokret Ne davimo Beograd, 22 avril 2022 (consulté le 4 août 2023)
8. ↑  (en-US) « The Green-Left Front in Serbia submitted a list of signatures for party registration » (consulté le 4 août 2023)
9. ↑  (sr) Julijana Mojsilović, « 'Don't Let Belgrade Drown': No one tackles pollution issue », sur N1, 31 octobre 2019 (consulté le 5 août 2023)
10. ↑  Norbert Beckmann-Dierkes et Slađan Rankić, « Parlamentswahlen in Serbien 2022 », Fondation Konrad Adenauer,‎ 13 mai 2022, p. 3 (lire en ligne [PDF], consulté le 30 décembre 2022)
11. ↑  (sr) Kirn Gale, « Thirty Years after the Break-up of Yugoslavia: The Primitive (Dis)accumulation of Capital and Memory; or, How (Not) To Make This Country Great Again », Historical Materialism, vol. 30, no 1,‎ 20 avril 2022, p. 3–29 (ISSN 1465-4466, DOI 10.1163/1569206X-20222261, S2CID 248333799, lire en ligne)
12. ↑  « Don't Let Belgrade D(r)own and Solidarity presented an agreement on cooperation », sur Mašina, 6 octobre 2021 (consulté le 28 février 2022)
13. ↑  (en) Khalili Mehran, « Creative protest and how to build a movement: An interview with Radomir Lazovic - Mehran Khalili », sur DiEM25, 11 janvier 2021 (consulté le 18 septembre 2022)
14. ↑  (sr) « Inicijativa "Ne davimo Beograd" se pridružila Progresivnoj internacionali - Politika - Dnevni list Danas », sur Danas, 28 mai 2020 (consulté le 28 février 2022)